# Phoebe Snow
| Phoebe Snow                               | Phoebe Snow                               |
| Kattints az alábbi külső linkek egyikére! | Kattints az alábbi külső linkek egyikére! |
| ----------------------------------------- | ----------------------------------------- |
| Nem található szabad kép.(?)              |                                           |
| külső link · jogvédett                    | Phoebe Snow                               |

Phoebe Snow (New York, 1950. július 17. vagy 1952. július 17. – Edison, 2011. április 26.) amerikai énekes, gitáros, dalszerző. A legismertebbé váltak a „Poetry Man” és „Harpo's Blues” című dalai, valamint a Paul Simont támogató szerepe.
Az 1970-es évek végén és az 1980-as évek elején – főleg Ausztráliában – ért el komoly sikereket.

## Pályafutása
Otthoni környezetében a blues, a Broadway show, a dixieland, a klasszikus zene, a folkzene felvételei éjjel-nappal szóltak.
Apja, Merrill Laub egy rovarirtó szer a kereskedője volt, de enciklopédikus tudással rendelkezett az amerikai film és színház területén. Édesanyja, Lili Laub táncpedagógus volt Martha Graham együttesében.
1968-ban érettségizett, majd a Shimer College-ba járt Mount Carroll-ban, de azt nem fejezte be. Greenwich Village-i klubokban amatőr esteken játszott és énekelt. 1974-ben kiadta névadó albumát, a Phoebe „Snow”-t, amiért jelölést kapott a legjobb új előadó Grammy-díjára. Az 1983-as Rolling Stone Record Guide generációjának egyik legtehetségesebb hangjának nevezte.
Phoebe művészneve egy 1900-as évekbeli hirdetésről származik.

## Albumok
- 1974: Phoebe Snow
- 1976: Second Childhood
- 1976: It Looks Like Snow
- 1977: Never Letting Go
- 1978: Against the Grain
- 1978: CBS Inter-Chords with Phoebe Snow (Promo)
- 1981: Rock Away
- 1989: Something Real
- 1991: The New York Rock and Soul Revue: Live at the Beacon
- 1994: Phoebe Snow
- 1995: Good News in Hard Times (with The Sisters of Glory)
- 1998: I Can't Complain
- 2003: Natural Wonder
- 2008: Live